# Шоушенк
Шоушенк (англ. Shawshank State Prison) — вымышленная государственная тюрьма в творчестве американского писателя Стивена Кинга, которая находится в Новой Англии, в штате Мэн. Служит основным местом действия повести «Рита Хейуорт и спасение из Шоушенка», а также последующей экранизации. Тюрьма Шоушенк часто упоминается во многих других произведениях Кинга.

## Обзор

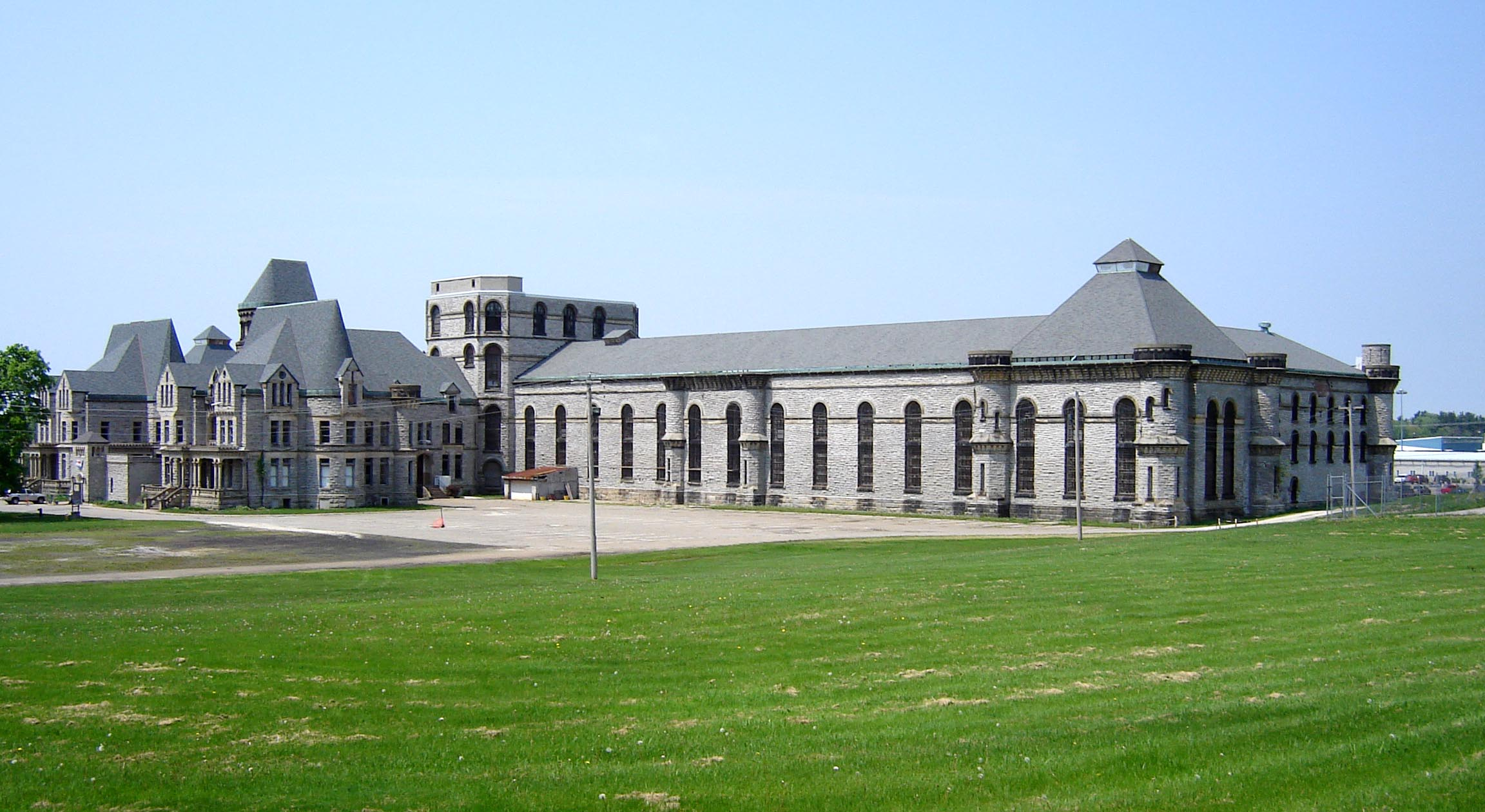
В фильме Побег из Шоушенка в качестве Шоушенка использовалась Мэнсфилдская тюрьма

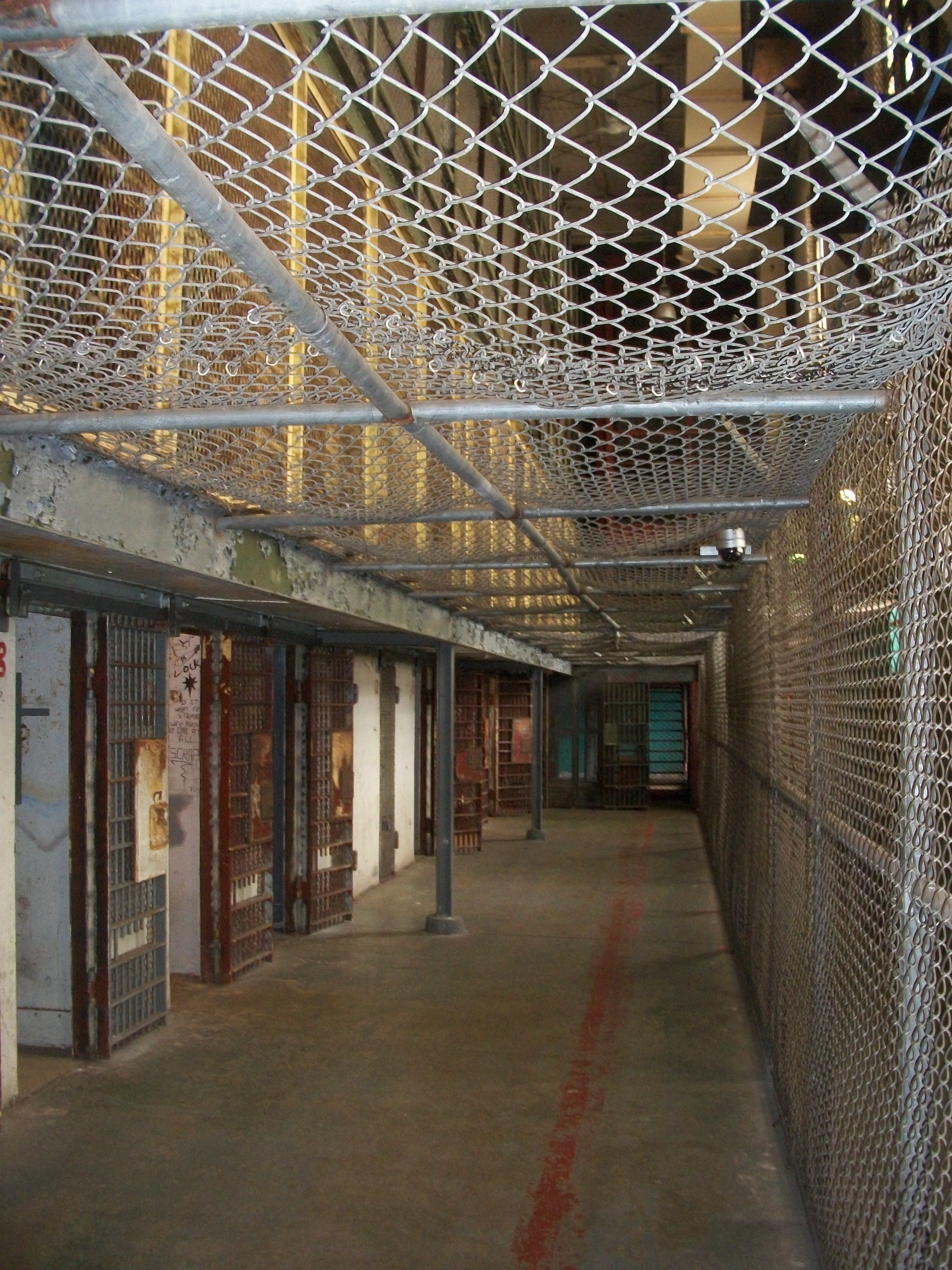
Внутренние помещения Шоушенка из сериала Касл-Рок (тюрьма Западной Вирджинии).

В сериале Касл-Рок в качестве Шоушенка использовалась тюрьма Западной Вирджинии.

Государственная тюрьма Шоушенк впервые появилась в повести Стивена Кинга «Рита Хейворт и спасение из Шоушенка», впервые опубликованной в сборнике «Четыре сезона» 1982 года вместе с тремя другими повестями, в двух из которых были намёки на эту тюрьму.
Шоушенк стал и основным местом действия фильма Фрэнка Дарабонта «Побег из Шоушенка», экранизации повести Кинга, который был выпущен в 1994 году. Зданием, которое для съёмок использовалось в качестве Шоушенка, была исправительная колония штата Огайо в Мэнсфилде.
Шоушэнк также появляется в нескольких эпизодах сериала Hulu «Касл-Рок», где в качестве этой тюрьмы шоураннеры использовали тюрьму Западной Вирджинии. «Одна из причин, по которой мы выбрали тюрьму Западной Вирджинии, заключалась в том, что нам понравилась, что там есть дома стоящие буквально в тени тюрьмы, — сказал шоураннер сериала Сэм Шоу. — Это сильно отличается от использовавшейся ранее Мэнсфилдской тюрьмы, которая стоит особняком».

## Произведения Стивена Кинга, в которых упоминается Шоушенк
| Год  | Название                            | Примечания |
| ---- | ----------------------------------- | --- |
| 1982 | Рита Хейуорт и спасение из Шоушенка | Из сборника «Четыре сезона». |
| 1982 | Способный ученик                    | Из сборника «Четыре сезона». |
| 1982 | Тело                                | Из сборника «Четыре сезона». |
| 1985 | Нона                                | Из сборника «Команда скелетов». |
| 1986 | Оно                                 | |
| 1990 | Солнечный пёс                       | Из сборника «Четыре после полуночи». |
| 1991 | Нужные вещи                         | |
| 1992 | Долорес Клейборн                    | |
| 1993 | Пятая четверть                      | Первоначально рассказ «Пятая четверть» был опубликован в апрельском выпуске журнала «Cavalier» 1972 года, но там упоминания тюрьмы Шоушенк не было. Позже рассказ был переработан и в окончательном виде опубликован в авторском сборнике 1993 года «Ночные кошмары и фантастические видения», именно в этой последней версии главный герой упоминает, что отбывал срок в Шоушенке. |
| 1998 | Мешок с костями                     | |
| 2007 | Блейз                               | |
| 2009 | Под куполом                         | |
| 2010 | Счастливый брак                     | Из сборника «Тьма, — и больше ничего». |
| 2011 | 11/22/63                            | |
| 2020 | Телефон мистера Харригана           | Из сборника «Будет кровь». |
| 2021 | Позже                               | Присутствует отсылка на фильм «Побег из Шоушенка». |

## Другие упоминания

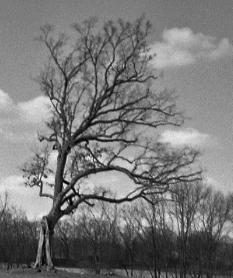
Дерево Шоушенка в 2013 году.

Государственная тюрьма Шоушенк упоминается в двух эпизодах сериала Хейвен.
Ссылки на тюрьму Шоушенк можно найти в произведениях Джо Хилла (сына писателя). В романе Хилла 2013 года Страна Рождества (и экранизации), а так же в его комиксе 2019 года «Корзина, полная голов».
В тюрьме «Шоушенк» разворачиваются события первого сезона телесериала «Касл-Рок» (2018), который является анталогией произведений Стивена Кинга.
В массовой культуре Шоушенк иногда используется как имя нарицательное для обозначения успешного побега из тюрьмы. Пример такого использования можно встретить в двенадцатом эпизоде первого сезона «Флэша».
Шоушенк также упоминается в фильме «Эйс Вентура 2: Когда зовёт природа». Когда главный герой Эйс (Джим Керри) пытается обманом заставить двух соплеменников встать на колени, когда те слышат священное для них слово «Шикака», он обманывает их, говоря: «Шишкебаб, Побег из Шоушенка, Чикаго».
Во дворе Мэнсфилдской тюрьмы, росло знаменитое дерево, белый дуб носивший имя «Дерево Шоушенка», знаменитым он стал после съемок в «Побеге из Шоушенка» в 1994 году. Этот дуб был одним из самых узнаваемых деревьев в истории кино. Дерево было уничтожено ураганом в 2016 году.